# 静宁州
静宁州，元朝时设置的州。
元朝初年，改德顺州置，治所在今甘肃省静宁县。属巩昌等处都总帅府。辖境相当今甘肃省静宁、庄浪及宁夏回族自治区隆德等县地。明朝初年，改属平凉府。嘉靖三十八年（1559年），所领隆德县改直属平凉府。辖境仅有今静宁、庄浪二县地。清朝乾隆四十三年（1778年）省庄浪县，地属隆德县，辖境仅当今静宁县地。1913年改为静宁县。